# Operophtera japonaria
Operophtera japonaria är en fjärilsart som beskrevs av John Henry Leech 1891. Operophtera japonaria ingår i släktet Operophtera och familjen mätare. Inga underarter finns listade i Catalogue of Life.